# Waldemar Malicki
Waldemar Malicki (ur. 3 października 1958 w Lublinie) – polski pianista i satyryk.

## Życiorys
Urodził się w Lublinie i tamże uczęszczał do V Liceum Ogólnokształcącego, do klasy o profilu humanistycznym.
W 1982 ukończył studia w Akademii Muzycznej w Gdańsku. Wydał 38 płyt i otrzymał 3 nagrody polskiego przemysłu fonograficznego Fryderyki.
Występował podczas wielu festiwali, m.in. podczas Warszawskiej Jesieni, Wratislavia Cantans, Festiwalu Krzysztofa Pendereckiego w Lusławicach, Wakacyjnego Festiwalu Gwiazd w Międzyzdrojach, Festiwalu Chopinowskiego w Dusznikach-Zdroju, Mazurskiej Nocy Kabaretowej w Mrągowie.
Jest założycielem kwintetu wykonującego tanga Astora Piazzolli. Był prezesem Towarzystwa im. Ignacego Jana Paderewskiego. Od kwietnia 2008 Członek Rady Fundacji Centrum Twórczości Narodowej.
W latach 90. XX w. współtworzył telewizyjny cykl dokumentalny pt. Wszystko jest muzyką, którego był prowadzącym i autorem scenariusza.
Wspólnie z reżyserem Jackiem Kęcikiem i dyrygentem Bernardem Chmielarzem kieruje projektem Filharmonia Dowcipu, łączącym muzykę orkiestrową (w znacznej mierze klasyczną) z kabaretem. W 2009 nawiązał wraz z Filharmonią współpracę z Zenonem Laskowikiem i jego grupą Kabareciarnia. Zaowocowało to serią wspólnych koncertów oraz emitowanym w TVP2 programem Laskowik & Malicki.